# Fernando Pavão
Fernando Pavão (ur. 12 stycznia 1971 w São Paulo) – brazylijski aktor telewizyjny, teatralny i filmowy.

## Życiorys

### Kariera
W wieku 22 lat zadebiutował na scenie w produkcji Oswaldo Montenegro Telewizor zabił okna (A Televisão Matou a Janela, 1993). Rok później wystąpił w sztuce Co noc (Noturno, 1994). W latach 1994–96 studiował w szkole teatralnej Escola de Teatro Célia Helena w São Paulo. W latach 2004–2005 związał się z teatrem Núcleo de Pesquisa Teatral kierowanym przez Osvaldo Boaretto, brał udział w warsztatach doskonalących z zakresu metody aktorskiej Cicely Barry z Royal Shakespeare Company oraz pod kierunkiem Marco Antônio Pâmio (2004).
Jego debiutem telewizyjnym była rola Raula w telenoweli Rede Bandeirantes Moje drzewko pomarańczowe (Meu Pé de Laranja Lima, 1998) według José Mauro de Vasconcelosa. Była tancerzem i wokalistą wspierającym kontratenora, piosenkarza popowego i jazzowego Edsona Cordeiro podczas promocji albumu "Disco Clubbing - Ao Vivo" (1998). W telenoweli Rede Globo Malhação (Centrum, 1999–2001) przez trzy lata grał postać Guto.
W 2003 roku po raz pierwszy pojawił się na dużym ekranie jako Fábio w dramacie przygodowym ABC Dziewczyny (Garotas do ABC). Powrócił na scenę w sztukach: Kupiec wenecki (2004), Ostatnia podróż Borgesa (A Ultima viagem de Borges, 2005), Diabeł i dobry Bóg (O Diabo e o Bom Deus, 2005) i Wróg ludu (Um Inimigo do Povo, 2007). W telenoweli Rede Globo Poder Paralelo (2009) był pakistańskim terrorystą. Jednak przełomową rolą, która otrzymała najwięcej pochwały od krytyków, był Samson w miniserialu Samson i Dalila (Sansão e Dalila, 2011). W telenoweli Rede Record Grzech śmiertelny (Pecado Mortal, 2013) zagrał hippisa Carlão.

## Filmografia

### Seriale TV
- 1998: Moje drzewko pomarańczowe (Meu Pé de Laranja Lima) jako Raul
- 1999–2001: Malhação (Centrum) jako Gustavo (Guto)
- 2004: Metamorphoses (Metamorfozy) jako Ivan
- 2005: Os Ricos também Choram (Bogaci płaczą również) jako Ulisses
- 2006: Pé na Jaca jako Tenente Carvalho
- 2007: Caminhos do Coração jako Noé Machado
- 2008: Os Mutantes: Caminhos do Coração jako Noé Machado
- 2009: Poder Paralelo jako Khalid Haissa Khwyis
- 2011: Samson i Dalila (Sansão e Dalila) jako Samson
- 2012: Máscaras (Maskarada) jako Otávio Benaro
- 2012: O Milagre dos Pássaros jako Ubaldo Capadócio
- 2013: Pecado Mortal jako Carlos Almeida (Carlão)
- 2015: Escrava Mãe jako Dowódca Almeida

### Filmy fabularne
- 2003: Garotas do ABC jako Fábio
- 2007: O Magnata jako ojciec Magnata
- 2007: 06 tiros, 60 ml jako Handlarz
- 2015: Desalmados jako Nico